# Hiza-guruma

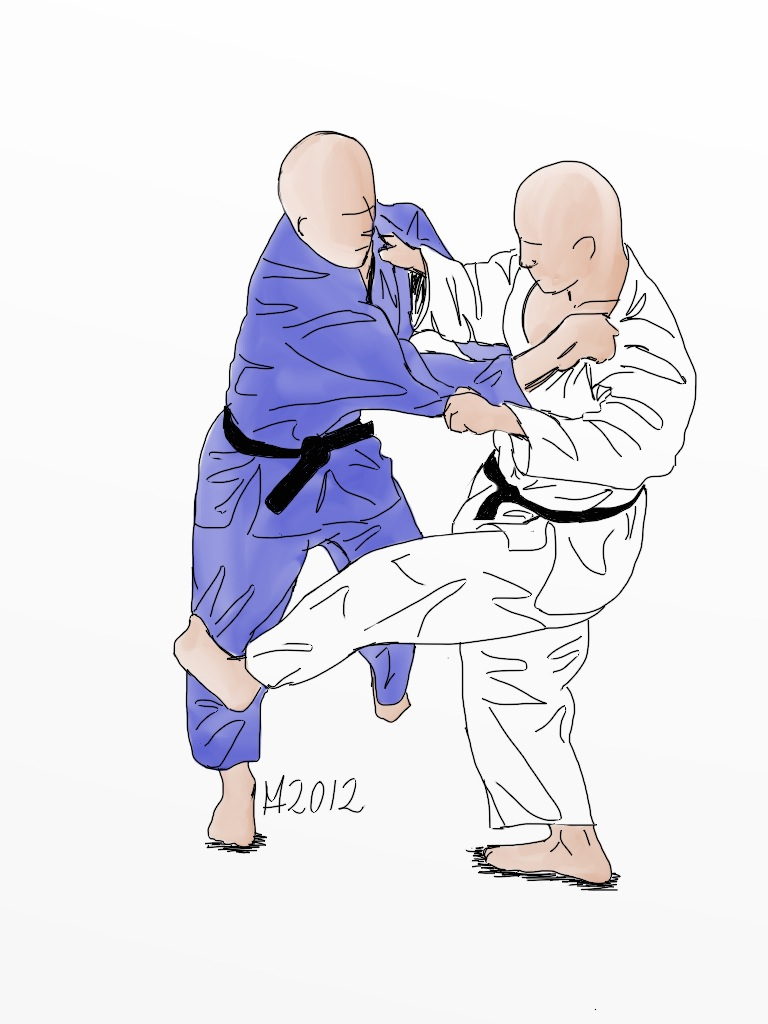
Hiza-guruma

Hiza-guruma (膝車) je japonské označení jedné z původních judistických nožních technik (aši-waza). Hiza-guruma je jednou ze čtyřiceti technik v postoji tvořících výukovou sestavu Kódókanu zvanou go-kjó-no-waza (五教の技).

## Popis techniky
Hiza-guruma patří k technickým judistickým chvatům. Na rozdíl od podobné techniky sasae-curikomi-aši, kde je nutná určitá výbušnost (dynamičnost) v provedení curikomi, hiza guruma vyžaduje především určitou koordinaci pohybů podobně jako například pažní technika tai-otoši. 
Zápasí-li Tori z pravého úchopu, musí ukeho dostat do pohybu nejlépe několika úkroky do strany. Ve chvíli, kdy se chystá uke nakročit pravou nohou vpřed tori přikládá a zadržuje svojí levou nohou ukeho pravé koleno a prací boků (střed těla, HARA) a rukama, podobně jako když řidič točí volantem, přetáčí ukeho na zem. Je velmi důležité vystihnout moment ukeho nakročení pravé nohy, ideálně když se uke odráží od špičky. Pravé noha ukeho je v momentě zadržení kolene za jeho levou nohou. Hiza-gurumu, lze provést i v případě, že uke má již pravou nohu před levou. V takovémto případě je však nutné mít paže maximálně napjaté (tzv. traverze). Z pohledu technika toriho noha  slouží jako osa a ukeho koleno jako bod otáčení, proto je i pohyb ukeho při hiza-gurumě přirovnáván k točení volantem.
Hlavní rozdílem mezi technikou sasae-curikomi-aši a hiza-gurumou není místo zadržení, ale práce boků a rukou. U sasae-curkomi-aši se tori snaží dostat ukeho pomocí curikomi (podobný pohyb jako když se tahá z vody ryba na háčku) co nejblíže k tělu, u hiza-gurumy je naopak nutné ukeho udržovat v určité vzdálenosti od těla.
Hiza-guruma se dá přeložit jako kolení zátočka.
Josef Hanek popisuje hiza–gurumu takto:
| „ | Uke a tori stojí v pravém postoji. Tori zakročí levou nohou a vykoná dva nebo tři kroky. Uke jej následuje, přičemž vykračuje pravou nohou. Tahem obou paží tori donutí ukeho přenést hmotnost na špičku pravé nohy a současně ustoupí pravou nohou do strany, levé chodidlo přiloží na pravé koleno ukeho (ANO, snad je že pravá noha ukeho by měla být za jeho levou nohou). Za stálého tlaku na koleno soupeře tori dále pokračuje v rotaci trupu, tahem levé paže a tlakem pravé paže soupeře hází. 1. Tlak pravé paže vzhůru se současným silným tahem levé paže obloukem vzad, umožňuje po celou dobu hodu udržovat správnou vzdálenost mezi těly soupeřů. (ANO, vzdálenost od těla je důležitá) 2. Tori chodidlo na koleno soupeře přikládá, přičemž zpevní malíkovou bránu chodidla. 3. Tori nesmí kopat a nesmí se ohýbat v pase. | “ |

## Podobné techniky
Hiza-guruma je možno zaměnit s:
- sasae-curikomi-aši
- harai-curikomi-aši

## Kombinace s jinou technikou v postoji
Technika Hiza-guruma se kombinuje s:
- o-soto-gari
- ko-soto-gari

Technika Hiza-guruma bývá v kombinaci po:
- o-soto-gari

## Kontratechnika (protichvat)
Hiza-guruma je účinná kontratechnika proti:
- ko-uči-gari
- o-uči-gari
- kučiki-taoši